# Faber-Castell

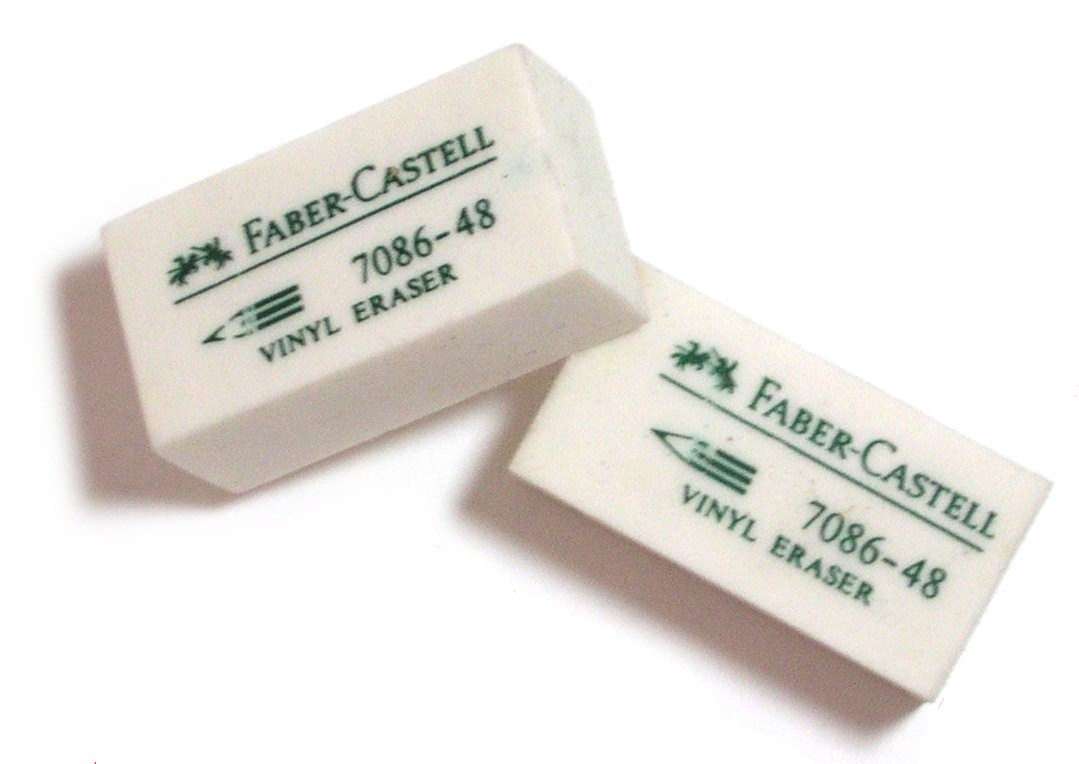
Borrachas da Faber-Castell.

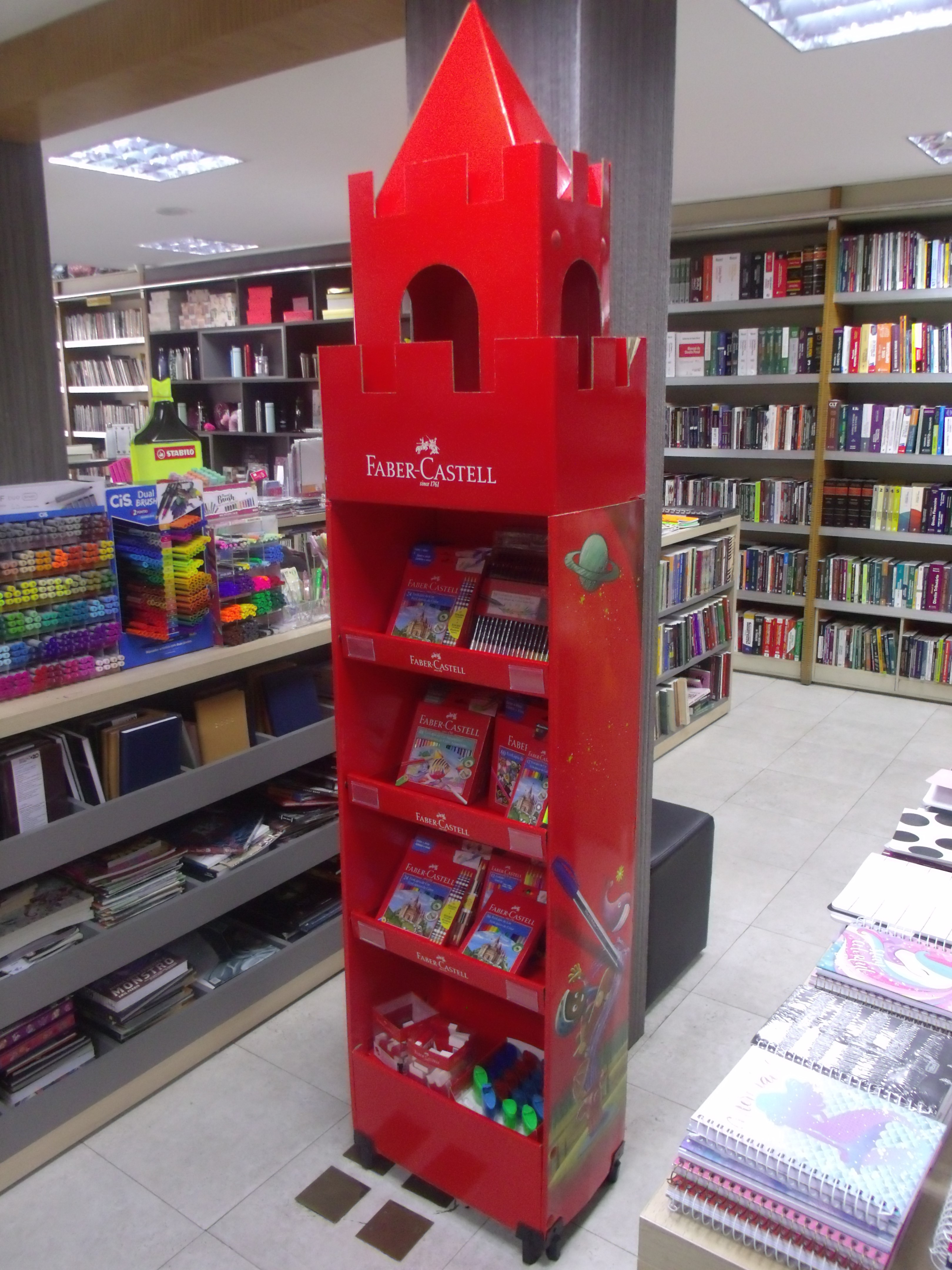
Estande da Faber-Castell numa livraria no Brasil.

A Faber-Castell é uma empresa produtora de material escolar e de escritório alemã. Sua sede mundial encontra-se em Stein no norte da Baviera. 
Com uma produção de aproximadamente 2 bilhões de lápis ao ano, a empresa é considerada uma das maiores mundialmente neste ramo. Atualmente a fábrica brasileira localizada em São Carlos, no Estado de São Paulo, é a maior produtora mundial de lápis de cor (com aproximadamente 1,5 bilhão ao ano). Em setembro de 2013, a Faber Castell de São Carlos passou a contar com mais um ramo, a Faber Cosmetics. O ramo de cosméticos trabalha sob o modelo de negócios b2B e  fornece produtos para gigantes dos cosméticos no Brasil, tais como Natura, Avon,O Boticário e outras.

## História do lápis

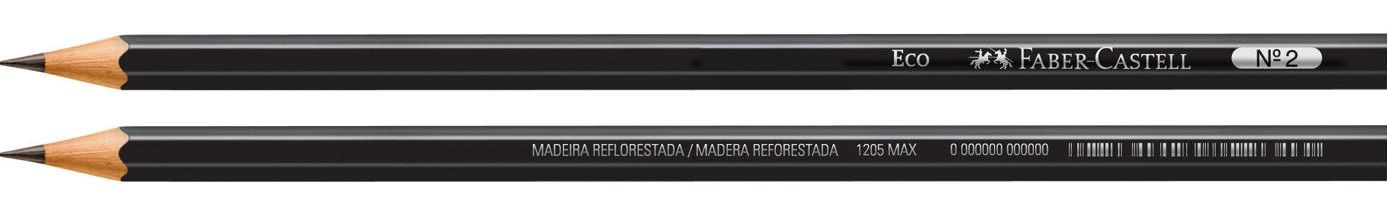
Lápis Sextavado da Faber-Castell. O formato sextavado não deixa o lápis rolar na mesa.

O grupo Faber-Castell é um dos grupos industriais mais antigos do mundo, surgido antes mesmo da Revolução Francesa e da formação dos Estados Unidos. A companhia foi fundada por Kaspar Faber em 1761, em Stein, cidade integrante da Região Metropolitana de Nuremberg, e no seu início apenas produzia lápis. A ascensão da empresa a nível internacional deu-se com a entrada de Lothar von Faber, bisneto de Kaspar Faber, em 1839, o qual após um estágio de três anos em Paris, sucedeu seu pai Georg Leonhard Faber, assumindo a gerência da empresa. A companhia sempre foi comandada pela família. Foi em 1851, que Lothar von Faber introduziu a forma de lápis em madeira válida até hoje na indústria mundial de instrumentos de escrita. Porém, foi somente no ano de 1898 que surge o nome Faber-Castell, com o casamento de Ottilie von Faber com o Conde Alexander zu Castell-Rüdenhausen. Em 1905 o conde Alexander Faber-Castell lança o lápis Castell 9000, no mercado ainda hoje. Depois dos anos da depressão de 1929 a fábrica de lápis é assumida por Johann von Faber. A definitiva ascensão mundial começa em 1948, quando foram lançadas as primeiras lapiseiras para desenho, principalmente para desenho técnico, necessitando de grafite com um diâmetro de poucos milímetros. 
Atualmente a empresa conta com grande reputação, principalmente por ter produtos de alta qualidade, e possuir grande responsabilidade ambiental. Por exemplo, toda a madeira utilizada na confecção de seus lápis vem de áreas de reflorestamento no Brasil, plantadas em áreas originalmente desmatadas e que foram recuperadas pela empresa. A unidade brasileira é a maior subsidiária do grupo e produz anualmente 1,5 bilhão de Ecolápis (a denominação que hoje a empresa dá aos seus lápis) certificados pelo FSC.

### Inovações Históricas
Em 2001, a Faber-Castell inovou com os lápis Grip. Apresentados ao mercado brasileiro em 2005, em pouco tempo, passaram a ser popularmente conhecidos como “lápis das bolinhas”. Com formato triangular, o que facilita a pegada, os lápis de cor e grafite Grip possuem esferas antideslizantes que proporcionam maior firmeza, conforto e melhores resultados ao escrever, desenhar e pintar.
Em 2007, os lápis Faber-Castell passam a se chamar EcoLápis, uma tradução dos produtos que a Faber-Castell já fabricava, pois a companhia sempre utilizou para a produção dos seus lápis, madeira 100% reflorestada. Tanto a área de plantio de Pinus caribea utilizados na fabricação dos lápis da empresa, como os próprios produtos são certificados com o selo FSC (Forest Stewardship Council).
Hoje, ainda localizada em Stein, na Alemanha, é um grupo de empresas que oferece produtos de alta qualidade para escrita, desenho, pintura e desenvolvimento criativo para pessoas de todas as idades.

## O lápis mais antigo do mundo
Este lápis antiquíssimo foi encontrado em meio às colunas do sótão de uma casa construída no século XVII. O lápis foi provavelmente esquecido por um carpinteiro por acidente, onde ficou esquecido por mais de 3 séculos. Este lápis é feito de 2 pedaços de madeira de tília, colados com uma barra de grafite entre elas e apresenta sinais de uso que atestam sua idade. O mais antigo exemplo de lápis de madeira do mundo, hoje é cuidadosamente preservado pelo acervo Faber-Castell localizado na Alemanha.

## O menor lápis do mundo
O menor lápis do mundo tem 17,5 milímetros de altura e cerca de 5 milímetros de espessura, e é feito de madeira de abeto (gênero Picea, nativa das florestas temperadas da Europa e Ásia). 
Esta miniatura de lápis foi produzida especialmente para o conde de Faber-Castell. A pequenina peça foi tão admirada, que ele solicitou a produção de 50 peças para presentear alguns amigos no Natal.
O menor lápis  tem uma mina grafite de 0,3 milímetros de diâmetro, mas para usá-lo para escrever, provavelmente seria necessário uma pinça.

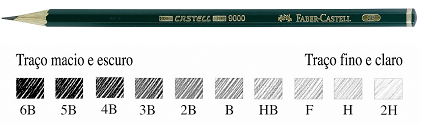
Castell 9000 - Com 10 graduações que vão do 6B ao 2H, o centenário Castell 9000 é ideal para desenhar e fazer esboços.

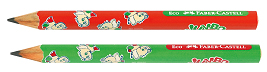
Jumbo - Com um diâmetro mais grosso e formato triangular, os lápis Jumbo são ideais para mãos pequenas.

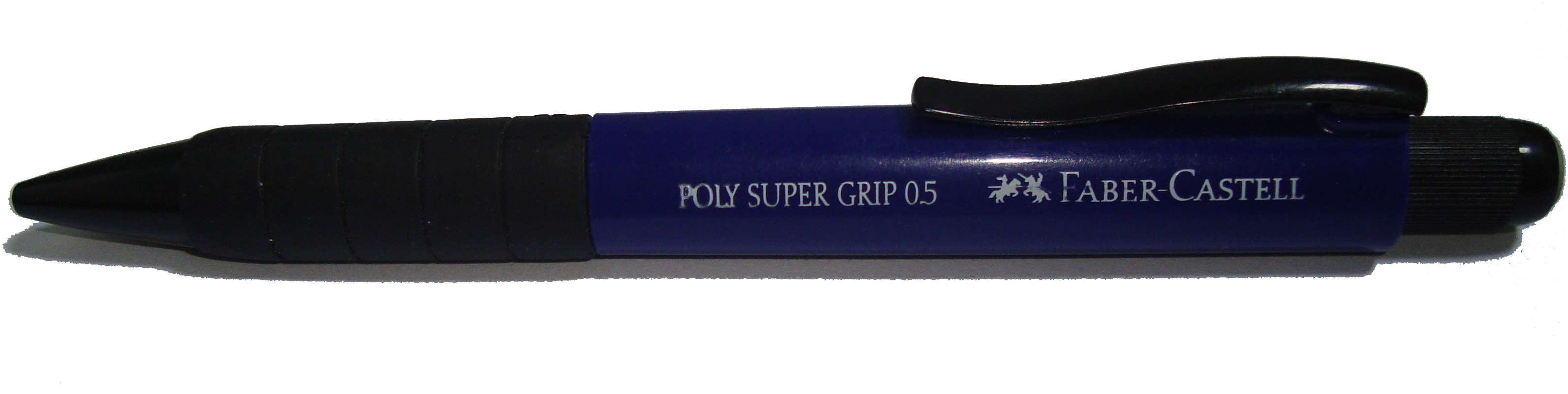
Lapiseira Poly Super Grip - Mais grossa e fácil de escrever.